# حلقه تاجی

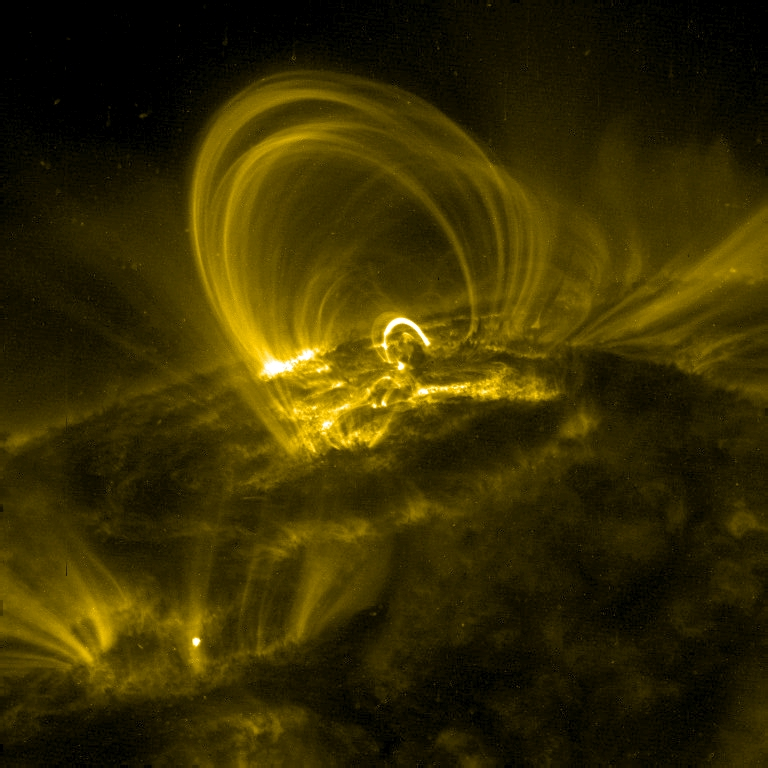
حلقه‌های تاجی معمولی مشاهده‌شده توسط تلسکوپ تریس

در فیزیک خورشیدی، حلقه تاجی (انگلیسی: Coronal loop) ساختار قوس‌مانند مشخصاً تعریف‌شده‌ای در جو خورشید است که از پلاسمای نسبتاً چگال محصور و منزوی از محیط اطراف توسط لوله‌های شار مغناطیسی تشکیل شده‌است. حلقه‌های تاجی در دو نقطه‌پا بر روی نورسپهر آغاز می‌شوند و پایان می‌یابند و به ناحیه انتقال و تاج پایینی می‌رسند. آنها به‌طور معمول در دوره‌های چندثانیه‌ای تا چندروزه تشکیل شده و از بین می‌روند و ممکن است درازایشان در هر جایی از یک تا هزار مگامتر باشد.